# Laguna Chiar Kkota
Chiar Kkota, también escrito Ch'iyar Quta, es un pequeño lago de Bolivia, ubicada en la región del Altiplano. Administrativamente se encuentra en el municipio de Curahuara de Carangas de la provincia de Sajama en el departamento de Oruro, cerca de la frontera con Chile. Está situado a una altitud de unos 4.993 metros sobre el nivel de mar, dentro de los límites del Parque nacional Sajama.Chiar Kkota se encuentra al sureste de los picos de Laram Q'awa, Milluni y Kunturiri, al suroeste de Jisk'a Kunturiri y al norte de Patilla Pata.
Su nombre proviene del idioma aimara, en el que ch'iyara significa negro, y quta significa lago, es decir "lago negro".